# 莱索托共产党
莱索托共产党，简称莱共，是莱索托的一个共产主义政党。

## 历史
该党成立于1962年5月5日。首任书记是约翰·莫特洛赫洛阿。该党的其他早期领导人还有莫卡菲西·凯纳和塞法利·马莱法内。南非共产党成员乔·马修斯曾为莱索托共产党的早期活动提供资金，但他后来转而支持亲非洲人国民大会的马雷马特卢自由党。莱索托共产党成立时，南非共产党、匈牙利社会主义工人党以及德国统一社会党领导人瓦尔特·乌布利希分别向该党表示祝贺。此后，莱索托共产党开始出版刊物《工作》。
1960年代，莱索托共产党分裂为亲苏派和亲中派。在1970年莱索托大选中，亲苏派的两名候选人（肯纳和马雷法内）分别象征性地得到25张选票和18张选票。1970年2月，莱共被莱索托当局宣布为非法，于是该党转入地下活动。1986年莱索托政变后，莱索托共产党领导人、大学经济学讲师塞法里·马雷法内出任贾斯廷·莱哈尼耶少将领导的军政府的部长。1991年，莱索托共产党再次获得合法地位。
在邻国南非结束种族隔离制度后，莱索托共产党提出莱索托同南非建立联盟的主张。
1997年，莱索托共产党停止出版报纸《黎明》。